# Ivanivka, Dolînska
Ivanivka (în ucraineană Іванівка) este localitatea de reședință a comunei Ivanivka din raionul Dolînska, regiunea Kirovohrad, Ucraina.

## Demografie
Componența lingvistică a localității Ivanivka
     Ucraineană (95,42%)
     Rusă (3,66%)
     Alte limbi (0,73%)
Conform recensământului din 2001, majoritatea populației localității Ivanivka era vorbitoare de ucraineană (95,42%), existând în minoritate și vorbitori de rusă (3,66%).